# Біла Сніжана Сергіївна
Сніжана Сергіївна Біла (народилася 22 травня 1994 року в селі Виводове Томаківського району Дніпропетровської області) — українська поетка, авторка і виконавиця власних пісень, авторка двох поетичних збірок, членкиня Національної спілки письменників України (з 2020).

## Життєпис
У 2017 році закінчила Запорізький національний університет, факультет «Соціальна педагогіка».

## Творчість
Є авторкою та виконавицею пісень: «Не каюся», «Сама вже не своя», «Поряд не ті», «Доведи мене до краю», «Ми квити», «Море», «Лю», «В дитинстві», «Моєморетут», «Ось тобі».
Авторка поетичних збірок:
- «Міжнамилю» (2017, видавництво «Нілан-ЛТД», Вінниця);
- «Цукор на дні» (2019, видавництво «Нілан-ЛТД», Вінниця).

Друкувалася у: альманахах «Літіум», «Ліра», «Свою Україну любіть» (Хмельницький, 2011—2012 рр.); «Антологія сучасної новелістики та лірики України» (2012, Канів, вид-во «Склянка Часу»); збірник творів Міжнародного конкурсу «Мій рідний край» (2013, Львів, вид-во «Сполом»); літературно-музичний фестиваль «Зірка Різдва» (2014, Запоріжжя, вид-во «Акцент ПП»); альманасі Всеукраїнського конкурсу молодої української поезії та авторської пісні імені Марини Брацило (2015, Запоріжжя) та «Не міліють джерела Дніпрові» (Запоріжжя, 2017); газеті «Літературна Україна» (Київ, 2017); літературно-художньому альманасі «Степові струни» (2018, Дніпро); літературному журналі «Гарний настрій» (2019); літературно-художньому проекті «Твоя поетична листівка» (2019); літературному часописі «Лабораторія» (2019), літературно-художньому альманасі «VivArt» (2019, Кам'янське) та «Поетична весна» (2019, Кременчук).
Співзасновниця творчого об'єднання «Хвиля».

## Відзнаки
Має літературні відзнаки конкурсів: «Молода муза» (дипломант, 2012, Дніпро), «Мій рідний край» (ІІІ місце, 2013, Львів), «Хортицькі дзвони» (2014 — ІІ місце в номінації «Поезія»), 2016 — ІІ місце в номінації «Авторська пісня», Запоріжжя), «Голос душі — весняні первоцвіти» (ІІІ місце, 2015, Запоріжжя), «Начитай собі на каву» (ІІІ місце в номінації «Поезія», 2016, Запоріжжя), «Відродження» (ІІ місце в номінації «Авторська пісня», 2018, Одеса), «Гранослов» (дипломант конкурсу, 2018, Київ), «Шодуарівська Альтанка» (фіналістка, 2019, Житомир), «Людина. Доля. Епоха.» (ІІІ місце, 2019, Харків), «VivArt» (І місце, 2019, Кам'янське), «Рідкісний птах» (дипломант, літературна премія, 2019, Дніпро), «Міжнародна слов'янська поетична премія» (дипломант конкурсу, 2019, Харків), літературний конкурс імені Григора Тютюнника (дипломант, 2019, Київ), «Поетична весна» (І місце, 2019, Кременчук).